# Cuckservative
Cuckservative (em tradução literal: "cornoservador") é um pejorativo formado como um amálgama de "cuck", uma abreviação da palavra anglófona cuckold (corno),  e a designação política conservative (conservador). Tornou-se um termo usado por nacionalistas brancos e pela direita alternativa nos Estados Unidos.
A palavra "cuckservative" se tornou conhecida na política estadunidense em meados de julho de 2015, onde ganhou atenção da mídia algumas semanas antes do início do primeiro debate republicano nas eleições presidenciais nos Estados Unidos em 2016.
O termo, assim como a forma abreviada "cuck" para cuckold, originou-se em sites como 4chan (especificamente no imageboard /pol/) e 8chan, no fórum de discussão de direita My Posting Career, no blog The Right Stuff e outros sites do movimento da direita alternativa.

## Definição e origem
Uma definição de um "cuckservative" é um conservador que "se vende", tendo comprado todas as principais "premissas" da esquerda e simpatizado com os valores liberais. Segundo o supremacista branco Richard B. Spencer, o termo é uma abreviação usada para expressar "um certo tipo de desprezo pelos conservadores convencionais". O termo é semelhante a frase "Republican In Name Only" (RINO). Os conservadores sociais que usam o termo condenam o que veem como republicanos que seguem valores socialmente conservadores para apelar para sua base durante um ciclo eleitoral, apenas para usar a troca de votos para comprometer esses valores enquanto estão no cargo. Alguns observadores, como o Southern Poverty Law Center, dizem que o uso do termo entre os supremacistas brancos nos Estados Unidos começou a subir a partir de agosto de 2015.
O termo cuckold tem uma longa história como um insulto, o que implica que um homem específico é fraco e emasculado, e que pode até sentir prazer com sua própria humilhação. A forma abreviada "cuck" surgiu na internet como um insulto curto. Também se refere a um gênero de pornografia inter-racial, no qual uma mulher branca casada rejeita seu marido branco para fazer sexo com um homem negro. O marido branco é assim cuckolded ou cucked.
Alguns escritores políticos americanos sugerem que os termos "cuck" e "cuckservative" são acusados racialmente devido às suas raízes na pornografia inter-racial, em vez de serem simplesmente um insulto sexual como o original "cuckold". O termo "cuckservative" implica da mesma forma que certos Republicanos são humilhados por suas ações enquanto se sentem emocionados e empolgados com a própria degradação por causa do abandono de seus próprios padrões morais.
Supremacistas brancos têm usado o termo para condenar políticos brancos que, segundo eles, promovem sem saber "os interesses de judeus e não-brancos". A Liga Antidifamação diz que o termo é usado pelos supremacistas brancos como sinônimo da frase preexistente "race traitor [en]". Aqueles da mídia conservadora auto-descrita, alvo de insultos "conservadores", assim como jornalistas e comentaristas de outros meios de comunicação, criticaram o termo como um insulto anticristão e racista e um grito de guerra de supremacistas e neorreacionários brancos.
Um site de notícias conservador na Espanha traduziu "cuckservative" para "cornuservador", afirmando que: afirmando que: "Os republicanos nada mais são do que a 'oposição controlada' completamente nas mãos da esquerda política, cuja única aspiração é para aquelas raras ocasiões em que aquelas mãos lhes dão tapinhas na cabeça, e a mídia os recompensa com o cobiçado adjetivo 'moderado': estes são os cornuservadores".

## Uso
Jeet Heer, do The New Republic, escreveu que a palavra é um "bom exemplo de como o som de uma palavra pode reforçar seu significado: abrasivo nos ouvidos, cuckservative apropriadamente tem uma origem e significado feios". A palavra foi adotada mais popularmente em meados de 2015, depois que alguns usuários da extrema direita desaprovaram as tentativas de John McCain, Jeb Bush e outros republicanos de estabelecer posições mais politicamente liberais, apelidando aqueles que agiam de "cuckservatives". Em questão de semanas, o termo passou a ser usado também nas redes sociais e na internet em geral.
Escrevendo para a Hot Air, Taylor Millard criticou a palavra e sua história de uso por supremacistas brancos dentro do movimento conservador. Ele a chamou de imediatista, dando sua opinião de que a popularidade de Rand Paul nas principais universidades de maioria negra poderia tornar os afro-americanos mais conservadores no futuro. Matt Lewis, em The Daily Beast, deu sua opinião de que a palavra poderia se tornar tão popular entre os republicanos quanto "RINO" (Republican In Name Only, "Republicano só de nome"), mesmo que eles estivessem alheios às suas conotações raciais. Erick Erickson, fundador do site de direita RedState, chamou a palavra de um insulto aos cristãos republicanos por parte dos supremacistas brancos. Escrevendo no The Washington Post, David Weigel descreveu o termo como decorrente de elementos descontentes da direita.